# عبد الخالق الطريس
عبد الخالق الطريس (ولد 16 جمادى الأولى 1328هـ/26 ماي 1910 - توفي 21 ربيع الأول 1390هـ / 26 ماي 1970م تطوان) كاتب، صحفي وناشط في الحركة الوطنية المغربية، شغل منصب وزير العدل.

## سيرته
ينحدر من أصول أندلسية، فلقب طوريس TORRES حمله الموريسكيون معهم إلى المغرب، من أسرة كان ربها سياسيا من دائرة المخزن. عمل نائبا للسلطان بطنجة ورئيسا للوفد المغربي إلى مؤتمر الجزيرة الخضراء. درس التعليم الابتدائي والثانوي والتحق سنة 1925 بصفوف المدرسة الأهلية، ثم انتقل إلى فاس لمتابعة دراسته بالقرويين، وبعدها سافر إلى القاهرة، حيث التحق بالجامعة المصرية، ثم انتقل إلى فرنسا من أجل الدراسة في السوربون، وشارك في تأسيس جمعية طلبة شمال أفريقيا المسلمين بفرنسا. في سنة 1930 ألقى عبد الخالق الطريس خطابا بمدينة تطوان أمام شكيب أرسلان، بعد عودته سنة 1931 إلى تطوان. أسس جمعية الطالب المغربية سنة 1932. قام بإصدار أول جريدة وطنية في المغرب باللغة العربية، وهي جريدة الحياة الإسبوعية في مارس 1934، ثم جريدة الحياة اليومية وبعدها جريدة الأمة، ساهم في تأسيس المعهد الحر كأول ثانوية عصرية.

## أنشطته
بعد انقلاب فرانكو اتخذ رجال الحركة الوطنية الموقف الحيادي في اجتماع طارئ عقدوه في منزل عبد الخالق الطريس بعد أن دخلوها متنكرين في زي النساء نظرا للحراسة العسكرية المفروضة على المنزل، وفي هذا الاجتماع تقرر اتخاذ موقف الحياد المطلق من الحرب القائمة بين العسكريين وحكومة الجمهورية في إسبانيا، وتقرر أيضا التزام الصمت في قضية مشاركة المغاربة في هذه الحرب، وكل المجاهدين الذين قاوموا الغزو الإسباني منذ سنة 1909 حتى 1927 اعتقلهم فرانكو، شارك عبد الخالق الطريس في تأسيس الكتلة الوطنية بالشمال وانتخب رئيسا لها سنة 1936، أسس حزب الإصلاح الوطني في 18 ديسمبر 1936. كان سفيرا للحركة الوطنية بالمشرق العربي، دافع عن فلسطين في وقت مبكر، حضر المؤتمر البرلماني العربي سنة 1938. اعتقل وحوكم في إحدى المحاكم العسكرية الفرنسية بمدينة مكناس حيث حكمت عليه المحكمة بالإعدام غيابيا سنة 1944. استقبله محمد الخامس سنة 1947 في طنجة باسم حزب الإصلاح ومنعته السلطات الإسبانية من الدخول إلى تطوان، كان قد ألقى في نفس السنة خطابا حماسيا قويا أمام الملك محمد الخامس أثناء زيارته لمدينة طنجة. نفي من طرف السلطات الإسبانية من تطوان وطنجة سنة 1947 إلى سنة 1952 شارك في تأسيس لجنة تحرير المغربي العربي بالقاهرة، كما شارك في التخطيط لاستقبال محمد بن عبد الكريم الخطابي بمصر، شارك في تنظيم المظاهرات الصاخبة في سنة 1953 بعد نفي محمد الخامس والأسرة الملكية، تولى مهام مديرية الاحباس بالشمال سنة 1954 وتكلف من طرف محمد الخامس بتسلم السلط من إدارة الحماية الإسبانية بعد الاستقلال. عين سفيرا قيما على شؤون المنطقة الشمالية في 31 يوليوز 1956 ثم سفيرا للمغرب بعد الاستقلال بمدريد، ثم سفيرا بالقاهرة مرتين، وعُيِّن سنة 1960 وزيرا للعدل، وفي سنة 1963 انتخب عضوا في البرلمان المغربي. دمج عبد الخالق الطريس حزبه الإصلاح في حزب الإستقلال وأصبح عضوا في اللجنة التنفيذية لحزب الاستقلال.

### مساعدة فرانكو
بعد التعاطف بين «الحركة الوطنية» بشمال المغرب واليسار الإسباني، أنقلب زعيم هذه الحركة عبد الخالق الطريس لنصرة فرانكو في الحرب الأهلية الإسبانية، ابتداء من سنة 1936 بعد أن سمح له بتأسيس حزب «الإصلاح الوطني» كنقطة بداية مسلسل دعم فرانكو، لاسيما مع انطلاق تسرب وانتشار أفكار القومية العربية مع زيارة شكيب أرسلان الذي كان يساند بدوره الألمان، وقد أثنى على عبد الخالق الطريس لموقفه من الإسبان.
«الائتلاف المقدس» الذي نسج بين المسيحيين والمسلمين ضد العدو الماركسي، وهي الصورة التي تم الترويج لها على أساس أن المغربي المسلم مساند لأخيه الإسباني المسيحي، من قبل أمثال أسين بلاثيوس و«فيكتور رويث ألبينيس». هي الصورة التي كانت تنطوي عليها خطابات «التقارب والتآخي الإسباني المغربي» مثل الذي ألقاه المراقب العسكري القائد «غارسيا فيغيراس»، كما كانت تتردد هذه الخطابات في المناسبات الرسمية والإذاعات والصحافة وعلى لسان المسؤولين الإسبان. كما كان يتم مغازلة الشعور الديني لدى المسلمين عبر العمل على بناء المساجد (مسجد تطوان، مليلية...) كأهم معالم السياسة الدعائية التي قادها الفرانكاويين.

## تكريم السلطة
يوم 18 سبتمبر 2004 قامت المندوبية السامية لقدماء المقاومين وأعضاء جيش التحرير بتكريم عبد الخالق الطريس بمسكنه بدار الأمة. وحظي بنيل الوسام الملكي محمد السادس يوم 9 أبريل 2005 بوسام المكافأة الوطنية من درجة قائد.